# 纳尔逊·古德曼
纳尔逊·古德曼（英语：Henry Nelson Goodman，1906年8月7日—1998年11月25日）是一位美国哲学家，以反事实条件、分体论、「綠藍悖論」哲學問題、非现实主义和美学而闻名。

## 生平
古德曼出生于马萨诸塞州的萨默维尔，是萨拉·伊丽莎白和亨利·刘易斯·古德曼的儿子。他是一个犹太人。他于哈佛大学毕业获得文学士学位。
在20世纪30年代，他在马萨诸塞州波士顿经营一家艺术画廊，同时在哈佛大学攻读博士学位。并于1941年获得博士学位。
他作为艺术品经销商的经历有助于解释他后来的美学转向，在那里，他比逻辑学和分析哲学更为人所知。在第二次世界大战期间，他曾担任美国陆军的心理学家。
他于1946年至1964年在宾夕法尼亚大学任教，他的学生包括诺姆·乔姆斯基，Sidney Morgenbesser，Stephen Stich和希拉里·普特南。
他于1962年至1963年在哈佛认知研究中心担任研究员，1964年至1967年担任多所大学的教授，1968年被任命为哈佛大学哲学教授。
古德曼在马萨诸塞州的尼德姆去世。

## 著作
- 《表象的结构》(1952)
- 《事实、虚构和预测》(1954)
- 《艺术语言》(1968)
- 《构造世界的多种方式》(1978)
- 《心灵及其他问题》(1984)